# Ibrox
Ibrox è un quartiere della città scozzese di Glasgow (Regno Unito).

## Geografia
Si trova a sud del fiume Clyde e confina con il distretto di Govan. Si trova a poca distanza dal Pacific Quay Media Park, che ospita gli studi della BBC scozzese, di Scottish TV e altre organizzazioni quali, ad esempio, il Glasgow Science Centre. La mobilità stradale con la riva nord del Clyde è assicurata da alcune moderne opere urbanistiche quali il recente ponte noto come Clyde Arc. Ibrox è servito dalla metropolitana di Glasgow.
Nel distretto hanno sede sia la squadra di calcio dei Rangers che il loro stadio, chiamato per l'appunto Ibrox Stadium.
L'origine del nome è gaelica: in quella lingua Ibrox significa "tana del tasso" (broc).